# Hedda Stiernstedt
Hedda Matilda Stiernstedt, född 3 december 1987 i S:t Görans församling, Stockholm, är en svensk skådespelare och ljudboksuppläsare. Hon fick sitt genombrott 2017 som karaktären Nina i TV-serien Vår tid är nu, en roll hon Kristallen-belönades för.

## Biografi
Hedda Stiernstedt är dotter till konstnären Jöran Modéer och läraren Metta Stiernstedt samt dotterdotter till friherre Jan Stiernstedt. Hon växte upp i Stockholm tillsammans med sin syster i ett progressivt särbohem på Thorildsplan hos modern. Hennes uppväxt innebar en stor spännvidd mellan olika slags livsstilar inom släkten. Hon bokdebuterade som 15-åring med ett avsnitt i Belinda Olssons antologi De missanpassade. Hon skrev då om ett uppmärksammat bråk som uppstått på hennes högstadieskola där skolledningen skall ha haft synpunkter på flickornas klädval.
Efter gymnasiet med teaterinriktning på Östra Real studerade hon retorik och litteraturvetenskap vid Uppsala universitet, innan hon bestämde sig för att satsa på drömmen att bli skådespelare.
Vid Ellegalan 2020 prisades hon som "Årets bäst klädda kvinna". Stiernstedt var sommarvärd i Sommar i P1 2020.
Sedan 2021 är hon gift med musikern och regissören Aleksis Almström, även känd under artistnamnet Alexis Weak.

## Skådespelarkarriär
Efter kortfilmen Svart eller vitt (2004) medverkade hon i en rad musikvideor med olika artister som Alexis Weaks 112 (2010), Adrian Luxs Can't Sleep (2010) och huvudrollen som lesbisk bankrånare i Aviciis Addicted to You (2013). Under 2012 och 2014 medverkade hon som rollfiguren Evve i SVT-produktionen Portkod 1321 och därpå spelade hon bland annat i filmer som Studentfesten (2013), Monica Z (2012), Wallander – Sveket (2013) och serien Den fördömde (2013). 
En av huvudrollerna i filmen Unga Sophie Bell (2015) ledde till en av de ledande rollerna som restaurangägaren Nina i SVT:s storsatsning av serien Vår tid är nu (2017–2020). Denna roll blev hennes stora genombrott och gav henne ett Kristallenpris för "Årets kvinnliga skådespelerska i en tv-produktion" 2018. Hon är också en av ciceronerna i de två uppföljningsprogrammen Berättelsen bakom Vår tid är nu (SVT, 2019), där huvudrollsinnehavarna samtalar med olika historiker om verklighetsanknytningarna bakom seriens personer och handling.

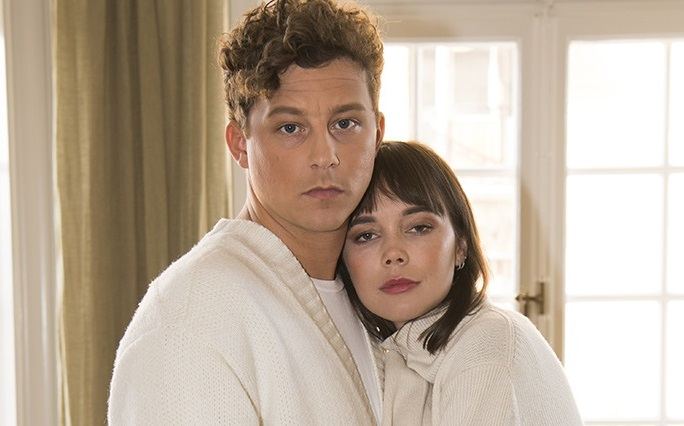
Hedda Stiernstedt och Charlie Gustafsson i rollerna som Nina och Calle i TV-serien Vår tid är nu.

2020 medverkade hon som Doris i nyinspelningen av Se upp för Jönssonligan. Stiernstedt var en av röstskådespelarna i Spotifys röstdrama De fria från 2022, i vilken hon spelade rollen som Matilda, tillsammans med motspelarna Felix Sandman, Sofia Karemyr, Alexander Abdallah och Julia Marko-Nord. Under 2023 medverkade hon bland annat i serien om Börje Salmings liv, Börje – The Journey of a Legend, i Netflixfilmen One more time och i tv-serien Sanningen på TV4. 2024 medverkar hon i den danska filmen Den gränslöse, baserad på en bok av Jussi Adler-Olsen.

## Ljudböcker
Hedda Stiernstedt är även uppläsare av en rad olika ljudböcker, bland vilka märks The Queen's Gambit, Isdraken och Elva år i fångenskap.

## Priser och utmärkelser
- 2018 – Kristallen för "Årets kvinnliga skådespelerska i en tv-produktion"
- 2019 – Dagens Nyheters kulturpris kategori film
- 2020 – Ellegalans pris för "Årets bäst klädda kvinna"
- 2020 – Storytel awards pris för Ljudboksinläsningen av boken ”Slutet” av Mats Strandberg

## Filmografi (urval)

### TV
- 2012–2014 – Portkod 1321 (TV-serie)
- 2013 – Wallander – Sveket[8]
- 2013 – Den fördömde (TV-serie)[8]
- 2014 – Kommissarien och havet (TV-serie)[8]
- 2015 – Norskov (TV-serie)[8]
- 2015 – 100 Code (TV-serie)[8]
- 2017 – Svartsjön (TV-serie)[8]
- 2017–2020 – Vår tid är nu (TV-serie)
- 2019 – Berättelsen bakom Vår tid är nu (två avsnitt)
- 2021 – Beforeigners (TV-serie)[8]
- 2023 – Börje – The Journey of a Legend (TV-serie)
- 2023 – Sanningen (TV-serie)

### Film
- 2011 – Studentfesten[8]
- 2012 – Monica Z[8]
- 2015 – Unga Sophie Bell[14]
- 2015 – Odödliga
- 2018 – Rosa moln[8]
- 2018 – Bergmans reliquarium (kortfilm i SVT:s Ingmar Bergman-serie "Bergman Revisited")
- 2020 – Fjols til fjells
- 2020 – Min pappa Marianne
- 2020 – Se upp för Jönssonligan[8]
- 2023 – One More Time
- 2024 – Den gränslöse
- 2024 – Nova & Alice